# Любино
Лю̀бино е село в Южна България, община Ардино, област Кърджали.

## География
| Население по години | Население по години |
| ------------------- | ------------------- |
| 1934 г.             | 701 души            |
| 1946 г.             | 667 души            |
| 1956 г.             | 549 души            |
| 1975 г.             | 294 души            |
| 1985 г.             | 242 души            |
| 1992 г.             | 127 души            |
| 2001 г.             | 39 души             |
| 2011 г.             | 24 души             |
| 2019 г.             | 80 души             |

Село Любино се намира в източната част на Западните Родопи, на около 10 km западно от границата им с Източните Родопи, на около 22 km западно от Кърджали и 9 km север-северозападно от Ардино. Разположено е на планинско било и надморската височина в северния край на селото е около 710 m, в югозападния – около 900 m, а в югоизточния – около 680 m.
На около километър на изток от селото и на 300 – 350 m по-ниско от него тече на север река Арда. На около километър и половина отвъд реката и на приблизително същата надморска височина като Любино се намира село Башево.
До селото се достига с кола по пътя от Кърджали към Ардино с отклонение при село Кобиляне вдясно към село Боровица, преминаване покрай село Китница без отклонение, пресичане на река Арда по моста, насочване вляво към Любино на разклонението на пътя (вдясно водещ за село Русалско), пресичане на Давидковска река по моста при Ловния дом и нататък до село Любино – по тесен път със стара асфалтова настилка (към края на второто десетилетие на 21 век) и опасност от срутване на скална маса. Пътят – стар коларски път, е асфалтиран през 50-те години на 20 век до Любино и продължава на юг към село Латинка и Дяволския мост.
Постройките в селото са изградени с каменна зидария и покрити предимно с каменни плочи. Към края на второто десетилетие на 21 век повечето от тях са изоставени и се рушат.

## История
Селото – тогава с име Юмерлер – е в България от 1912 г. Преименувано е на Любино с министерска заповед № 3775, обнародвана на 7 декември 1934 г.
Към 31 декември 1934 г. село Любино се състои от махалите Вишна (Кочаклар) и Череша (Кара гьозлер).
В Любино към края на второто десетилетие на 21 век притежават къщи няколко семейства от Великобритания, Нидерландия и Португалия.

## Население
Преброяване на населението през 2011 г.
Численост и дял на етническите групи според преброяването на населението през 2011 г.:
|                     | Численост | Дял (в %) |
| Общо                | 24        | 100,00    |
| Българи             | 0         | 0,00      |
| Турци               | 24        | 100,00    |
| Цигани              | 0         | 0,00      |
| Други               | 0         | 0,00      |
| Не се самоопределят | 0         | 0,00      |
| Неотговорили        | 0         | 0,00      |

## Религии
Религията, изповядвана в селото, е ислям.

## Обществени институции
Село Любино към 2020 г. е център на кметство Любино, което обхваща селата Латинка и Любино.
Джамията в селото е построена около 1808 г. от местни майстори и е с приземно помещение под основното молитвено помещение. Джамията е на два етажа, като вторият е предназначен за жените. Изградена е от камък, измазан с хоросан, а преддверието е обособено като площадка с арковидни сводове от дялан мрамор, чиято основа по-късно е иззидана като ограда.
Срещу джамията са руините от някогашното медресе, подготвяло духовници с по-нисък ранг – ходжи, имами, което по-късно е било преустроено за духовно училище. Впоследствие това духовно училище е преобразувано в светско българско училище, а в последните години от функционирането си постройката е изпълнявала ролята на читалище.

## Културни и природни забележителности
Близко до Ловния дом край пътя към селото се намира Хладилната пещера – сводообразна, едногалерийна пещера с дължина по оста 5 – 6 m и постоянна температура от около 3 °C.